# Poás (vulkaan)
De Poás is een 2708 meter hoge vulkaan in Costa Rica die circa 50 km ten noordwesten van de hoofdstad San José ligt, in het Nationaal Park Vulkaan Poás (Parque nacional Volcán Poás) (65  hectare).
De Poás is een stratovulkaan met een aantal geërodeerde caldera's, en twee kratermeertjes rond de top. De Poás vulkaan is sinds 1828 minstens 39 keer uitgebarsten en is bijna constant actief. Het azuurblauwe water van het kratermeertje is zeer zuur (pH lager dan 1) en heeft een temperatuur van zo'n 85 °C.
De Poás is een van de zeven vulkanen van Costa Rica met een actief verleden: Arenal, Irazú,
Miravalles, Orosí, Rincón de la Vieja en de Turrialba zijn de andere zes.